# Островский, Григорий Силович
Григорий Силович Островский (1756—1814) — русский художник-портретист XVIII века, мастер «провинциального портрета».

## Жизнь и творчество
Работал в усадьбе Нероново, принадлежавшей семье Черевиных, примерно в 25 км к юго-востоку от Солигалича.
Обнаружено и идентифицировано 17 портретов. Все они изображают членов семьи Черевиных, их родственников и соседей, например, дворян Лермонтовых, живших неподалёку от Нероново, в усадьбе Суровцево. Все обнаруженные портреты были отреставрированы в 1970-х годах в Москве и возвращены в Солигалич, где и хранятся в местном краеведческом музее. Предположительно, Григорий Островский происходил из Великого Устюга, где получил художественное образование, в том числе иконописное. Художник был также, вероятно, хорошо знаком с творчеством московского художника-портретиста Ф. С. Рокотова.
Портреты работы Островского отличаются необычной для XVIII века реалистичностью. «Самобытно, с явным пристрастием относится он к ювелирным изделиям в женском туалете, а также к фактуре бантов, кружев, лент, оборок на платьях, позументов, пуговиц, наколок и париков. … Фоны в его портретах всегда глухие, нейтральные, чаще всего густо-зелёные, „непроницаемые“, но с непременным высветлением одного и того же места за спиной фигуры. Так же своеобразно моделирует он лица тех, кто ему позирует: освещение лиц ровное, с плавным переходом от света к тени.»
Известны следующие работы:
- портрет Ивана Григорьевича Черевина (1773), копия портрета 1741 года, приписываемого кисти К. И. Березина.
- портрет Елизаветы Петровны Черевиной (1773)
- портрет Натальи Степановны Черевиной, урождённой Кошелевой (1774)
- портрет Марии Михайловны Черевиной, урождённой Ярославовой (1774)
- портрет Дмитрия Петровича Черевина (1774)
- портрет бригадира Прокофия Акулова (1775)
- портреты М. И. и А. М. Ярославовых (1776)
- портрет Анны Сергеевны Лермонтовой (1776), 5-летней дочери уездного предводителя дворянства Сергея Михайловича Лермонтова.
- портрет «Неизвестной женщины» (1777), позже установлено, что на портрете изображена Елена Васильевна Лермонтова, урождённая Куломзина.
- «Портрет молодого мужчины» (1770-е)
- «Портрет мальчика в зелёном мундире» (1782), на нём изображён, как было позже установлено, Дмитрий Петрович Черевин.
- портрет Елизаветы Петровны Черевиной (середина 1780-х)
- «Портрет неизвестной» (1785)
- «Портрет девочки» (вторая половина 1780-х), на котором изображена Анфиса Петровна Черевина.
- портрет А. Ф. Катенина (1790)[3].

## Галерея

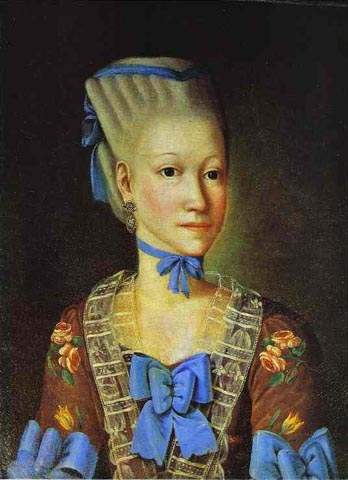
Портрет Елизаветы Петровны Черевиной (1773)
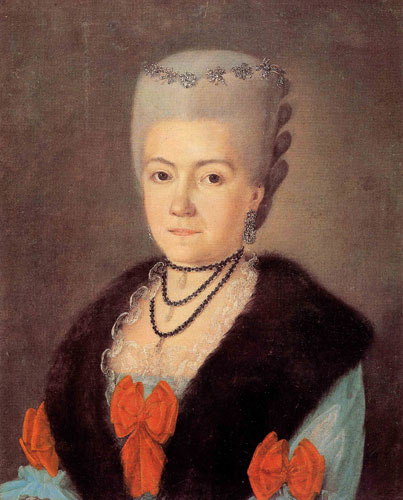
Портрет Марии Михайловны Черевиной, урождённой Ярославовой (1774)
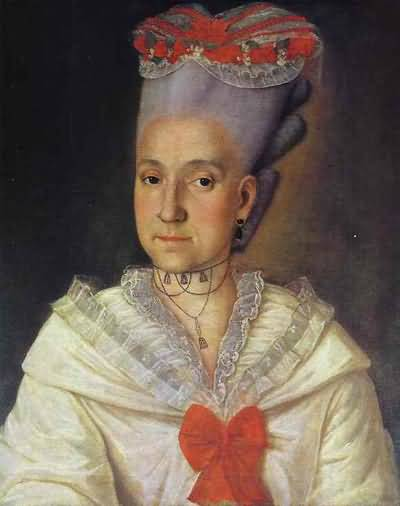
Портрет Елены Васильевны Лермонтовой, урождённой Куломзиной (1777)
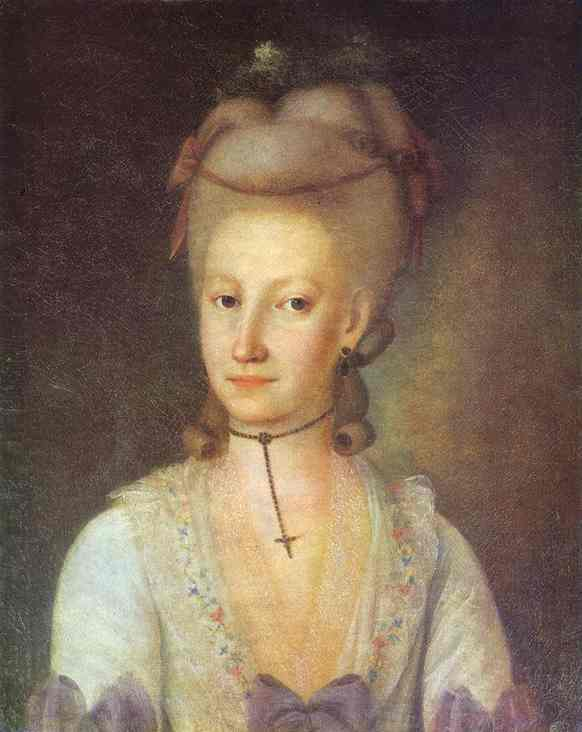
Портрет Елизаветы Петровны Черевиной (середина 1780-х)
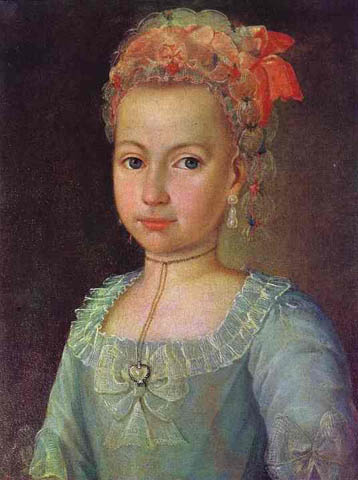
Портрет Анны Сергеевны Лермонтовой в возрасте 5 лет (1776)
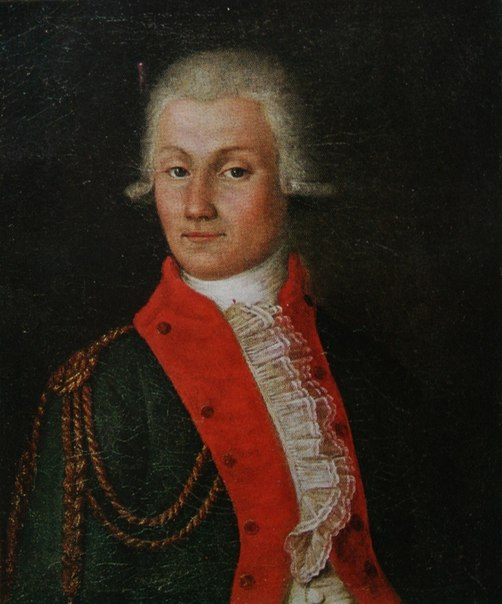
Портрет Андрея Фёдоровича Катенина (1790)